# Cessna CG-2
Cessna CG-2 — американский планёр конструктора Клайда Сессны.

## История
Компания Cessna Aircraft страдала от депрессии и спада в экономике США после крушения на Уолл-стрит. Компания разработала простой основной планёр CG-2, пытаясь сохранить завод в рабочем состоянии. Конструкция Cessna CG-2 была основана на немецких планёрах, которые использовались для обучения пилотов после Первой мировой войны.
Любой желающий полетать мог купить планёр CG-2, заказав по каталогу по цене $398. Планёр был запущен в ограниченное производство, однако это не помогло и компания Сессна вынуждена была закрыться на три года.
Запускать CG-2 можно было с помощью автомобиля, тянувшего его на тросе. Также планёр можно было запустить с помощью похожего на рогатку устройства с холма.

## Сохранившиеся образцы
Один экземпляр CG-2 выставлен в Музее авиации EAA в Ошкоше, штат Висконсин, а другой находится в Музее авиации в Сиэтле, штат Вашингтон.

## Модификации
Cessna CPG-1 — моторизованный вариант с двигателем Cleone мощностью 10 л. с.

## Технические характеристики
Данные с веб-сайта музея AirVenture

### Общие характеристики
- Экипаж: один пилот
- Длина: 5,49 м
- Размах: 11,02 м
- Высота: 2,08 м
- Площадь крыла: 14,6 м²
- Вес пустого: 54 кг

### Лётные характеристики
- Максимальная скорость: 40 км/ч